# 福伊尔塔伦
福伊尔塔伦（德語：Feuerthalen）是瑞士联邦苏黎世州安德尔芬根区的市镇。该市镇面积为2.49平方千米，海拔高度400米，2018年12月31日人口数为3,624。

## 外部連結
- 福伊尔塔伦官方网站 （页面存档备份，存于） （德文）